# Онопрієнко Андрій Михайлович
Онопрієнко Андрій Михайлович — український кінооператор.
Народ. 8 грудня 1955 р. в Києві. Закінчив Київський державний інститут театрального мистецтва ім. І. Карпенка-Карого (1984).
Зняв стрічки: «Слово про людину» (1989), «Врубай Бітлів» (1990, у співавт. з І. Керсеком і А. Химичем), «Дім. Рідна земля» (1991), «На Великдень у Криворівні» (1991, у співавт.), «Оглянься з осені» (1992, у співавт.), «Україна: досвітні вогні» (1994, у співавт.), «А ще не сьома печатка» (1996, у співавт.), «Неофіти» (1996, у співавт.), «До отчого порогу» (1997, у співавт.).
Член Національної Спілки кінематографістів України.